# سونو، تیتو، سوئیتی
سونو، تیتو، سوئیتی (به انگلیسی: Sonu Ke Titu Ki Sweety) از فیلم‌های سال ۲۰۱۸ هندوستان است. این فیلم به یک موفقیت تجاری تبدیل شد و به عنوان یکی از بزرگترین فیلم‌های بالیوود در سال ۲۰۱۸ به حساب می‌آید.

## خلاصه داستان
تیتو (سانی سینگ) بسیار مطیع دوست دخترش است و جرات مخالفت با او را ندارد، سر بحث‌های پی در پی تیتو به گریه می‌افتد و بهترین دوستش، سونو، (کارتیک آریان) مدام مشغول آرام کردن تیتو است. سونو از این وضعیت خسته می‌شود و از تیتو می‌خواهد رابطه اش با آن دختر را به اتمام برساند. بخاطر اصرارهای سونو، تیتو میذیرد.
بعد از مدت کوتاهی سونو متوجه می‌شود که تیتو می‌خواهد ازدواج کند! سونو اصلاً با این موضوع موافق نیست.
در قرار ازدواج تیتو بسیار با دختر مورد نظرش گرم می‌گیرد و او را به عنوان همسر آینده اش می‌پذیرد. دختر مورد نظر به نام سوییتی (نصرت باروچا) از همه نظر عالی و مورد علاقه همه اعضای خانواده است. اما سونو معتقد است که هیچ دختری نمی‌تواند در این حد کامل باشد! سونو از این پس به دنبال نقطه ضعفی از ان دختر می‌گردد اما با کمال تعجب هیچ چیزی پیدا نمی‌کند. موضوع جالبی دربارهٔ فردی از گذشته سوییتی می‌فهمد و ان را با خانواده در میان می‌گذارد اما سوییتی با زیرکی تمام خود را قربانی نشان می‌دهد و خانواده تیتو با ابراز دلسوزی از گذشته او می‌گذرند، سوییتی به گونه ای خود را قربانی نشان می‌دهد که حتی سونو هم دیگر یه او شک ندارد و او را پذیرفته‌است.
در شب نامزدی تیتو و سوییتی، سوییتی در تنهایی با گستاخی در مقابل سونو می‌ایستد و ذات پست خود را آشکار می‌کند. حال انگیزه سونو برای بهم زدن این ازدواج بیشتر شده‌است اما همچنان نمی‌تواند کسی را در این باره متقاعد کند.
سونو تیتو را به سفر مجردی قبل ازدواج می بردو عمداً تیتو را با دوست دختر قبلی اش رو به رو می‌کند و او رابعد از اتمام سفر به خانه در مقابل سوییتی می آورد و سعی می‌کند تیتو و دوست قبلی اش را بهم نزدیک کند. سوییتی آنقدر به خونسردی و مهربانی تظاهر می‌کند که مجبور است این موضوع را بپذیرد اما در نهایت ان دختر را از خانه بیرون می‌کند.
شب ازدواج فرا رسیده و سونو دیگر راه حلی برای این موضوع ندارد، اما هنگام انجام مراسم ازدواج…

## بازیگران
- کارتیک آریان: سونو
- سانی سینگ: تیتو شارما
- نصرت باروچا: سوئیتی شارما
- آلوک نات: قاسیتارام

## آهنگ‌ها
- "Dil Chori"
- "Subah Subah"
- "Chhote Chhote Peg"
- "Bom Diggy Diggy"
- "Kaun Nachdi"
- "Lakk Mera Hit"